# Auvillers-les-Forges
Auvillers-les-Forges ist eine französische Gemeinde mit 902 Einwohnern (Stand: 1. Januar 2022) im Département Ardennes in der Region Grand Est (bis 2015 Champagne-Ardenne). Sie gehört zum Arrondissement Charleville-Mézières, zum Kanton Rocroi und zum Gemeindeverband Ardennes Thiérache.

## Geografie
Auvillers-les-Forges liegt im 2011 gegründeten Regionalen Naturpark Ardennen. Umgeben wird Auvillers-les-Forges von den Nachbargemeinden Neuville-lez-Beaulieu im Westen und Norden, Éteignières im Nordosten, Girondelle im Osten und Südosten, Champlin im Süden und Südwesten sowie Antheny im Südwesten.

## Bevölkerungsentwicklung
| Jahr                       | 1962 | 1968 | 1975 | 1982 | 1990 | 1999 | 2006 | 2011 | 2019 |
| Einwohner                  | 803  | 811  | 784  | 799  | 822  | 833  | 885  | 890  | 879  |
| Quellen: Cassini und INSEE |      |      |      |      |      |      |      |      |      |

## Sehenswürdigkeiten
- Kirche Saint-Nicolas
- Markthalle Auvillers-les-Forges, erbaut 1852

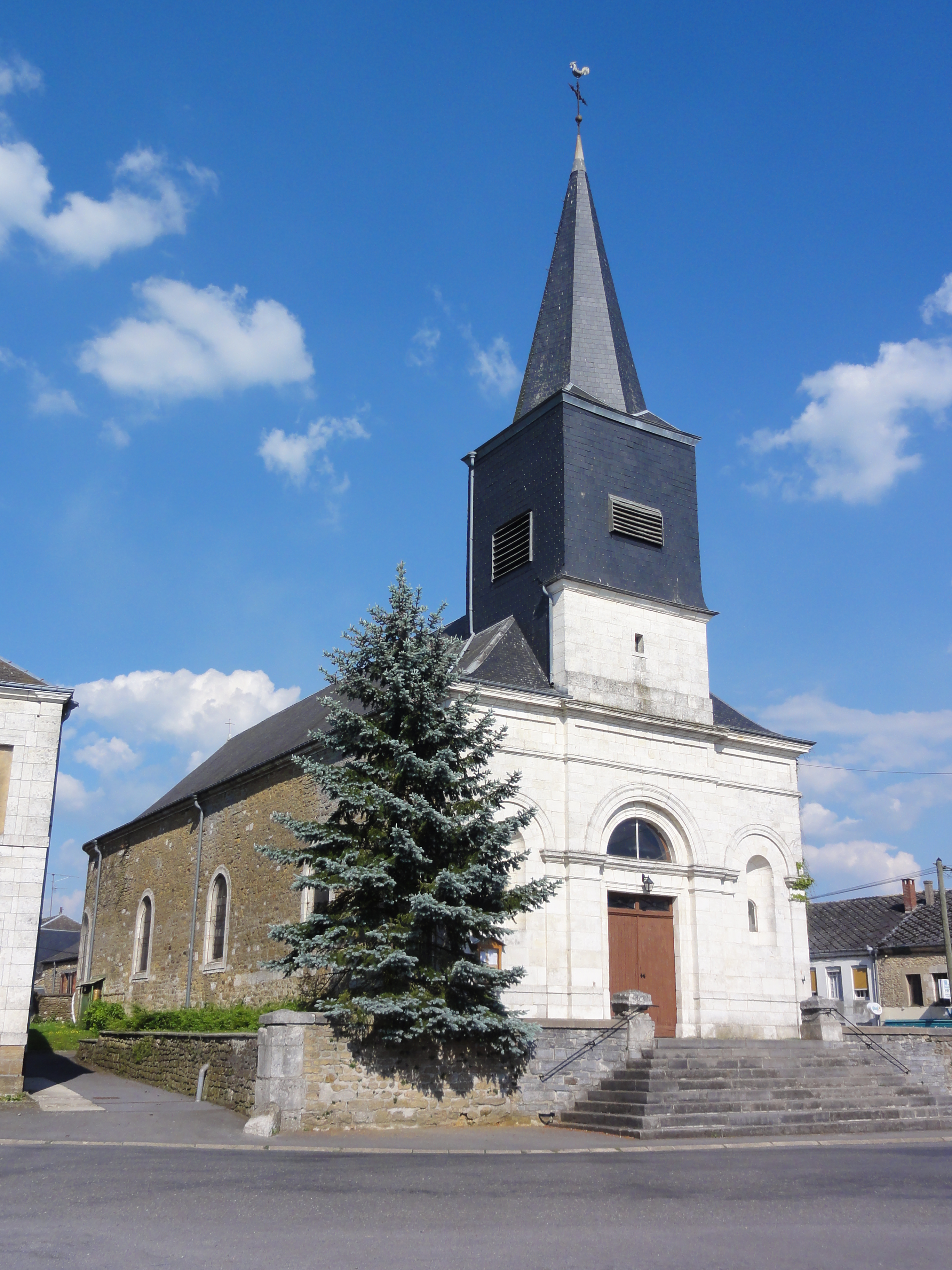
Kirche Saint-Nicolas
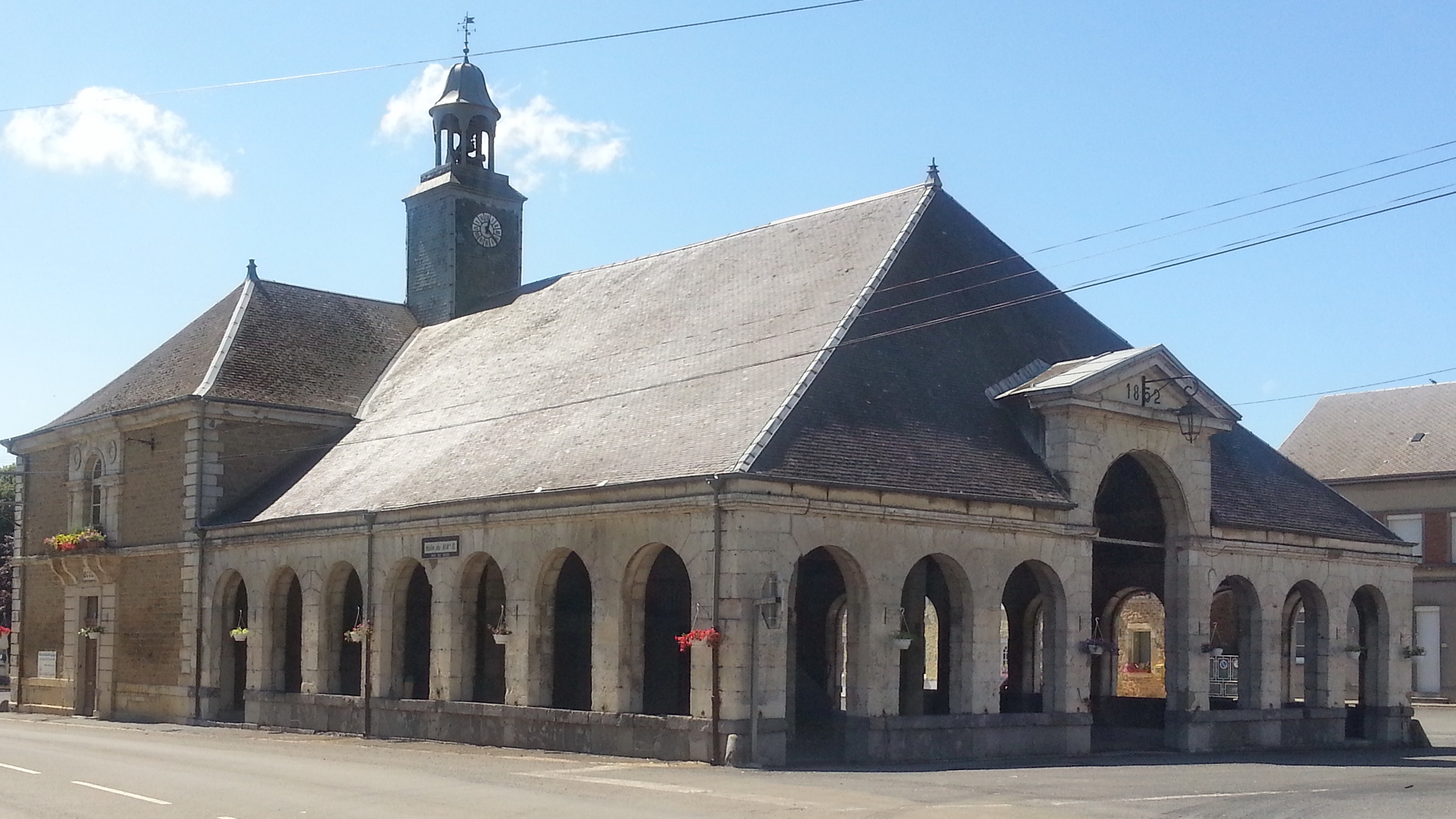
Markthalle